# Sagafjord
Die Sagafjord war ein Passagier- und Kreuzfahrtschiff. Die Baukosten waren derart hoch, dass die Werft Forges et Chantiers de la Méditerranée im Juli 1966 in die Insolvenz ging.

## Planung
Im Sommer 1960 begann die technische Abteilung der Norwegischen Amerika Linie (NAL; norwegisch: Den norske Amerikalinje) Pläne für ein neues Linienschiff vorzubereiten. Diese sollte das älteste Schiff in der Flotte – die Stavangerfjord – ersetzen und hauptsächlich für Kreuzfahrten eingesetzt werden. Nur noch eine Handvoll planmäßiger Transatlantikfahrten zwischen Oslo und New York sollte das neue Schiff als Linienschiff leisten. Der Technische Direktor der NAL Kaare Haug und sein Assistent Ditmar Kahrs waren verantwortlich für das Design, wie bereits bei der Bergensfjord und bei der zweiten Oslofjord. Sie nahmen die erfolgreiche Bergensfjord als Vorbild, vergrößerten den Rumpf so, dass die größte Breite noch in das Trockendock der Akers Mekaniske Verksted in Oslo passte, wo die jährlichen Überprüfungen gemacht werden sollten.
Im Januar 1963 wurden die Spezifikationen für das neue Schiff an 23 Schiffswerften in Belgien, Frankreich, Italien und Großbritannien übergeben, deren Angebote im März eintrafen. Die endgültige Entscheidung für den Bau wurde erst im Juli bekanntgegeben, als die Verhandlungen mit der Forges et Chantiers de la Méditerranée (La Seyne-sur-Mer, Frankreich) weit fortgeschritten waren. Der Hauptgrund war, dass diese Werft durch die französische Regierung subventioniert wurde und so andere unterbieten konnte. Diese Subventionen machten etwa ein Viertel des Auftragswertes aus. Der Auftrag in Höhe von 100 Mio. Kronen wurde am 24. September 1962 unterzeichnet, die Ablieferung für 1. April 1965 angesetzt. Um das finanzielle Risiko zu minimieren, wurde das Eigentum am neuen Schiff im Verhältnis 60:40 zwischen der NAL und der Osloer Reederei Leif Høegh & Co. geteilt.
Ein Team von Experten ging an Bord der Bergensfjord um Verbesserungen und deren Umsetzung in den Neubau zu prüfen, im Oktober wurden die wichtigsten technischen Neuerungen vorgestellt. Viele Funktionen sollten automatisiert und der Maschinenraum klimatisiert und schallgedämpft ausgeführt werden. Erstmals sollte ein Transatlantik-Linienschiff mit Bugstrahlern ausgestattet werden und damit auch den Einsatz von Hafenschleppern minimieren. Zusätzlich wurde eine Überwachungskamera am Heck geplant. All das war sehr innovativ für die frühen 1960er Jahre. Keine Kosten wurden gescheut, um aus dem Schiff ein effizientes Passagierschiff zu machen: Im Hotelbereich wurden Rolltreppen zwischen Küche und Speisesaal geplant und ein zentrales Staubsaugersystem für den gesamten Passagierbereich.

## Kiellegung und Bau
Am 19. Juni 1963 war die Kiellegung bei der FCM. Bis dahin hatte das Schiff nur die Baunummer 1366, wenige Tage später wurde der neue Name Sagafjord bekanntgegeben. Die Manager des New Yorker NAL-Büros wollten keinen Namen mehr mit der Endung -fjord, weil ihrer Ansicht nach das für die Hauptkundengruppe in Amerika schwer zu buchstabieren und auszusprechen sei. Auch Norway war unter den Namensvorschlägen, aber die Tradition siegte, und mit Sagafjord wurde erstmals in der Firmengeschichte ein Schiff nicht von einem geographischen Objekt abgeleitet.
Am 13. Juni 1964 fand der Stapellauf statt, der Rumpf wurde von einem katholischen Priester gesegnet, sowie die französische und die norwegische Hymne gespielt. Im selben Jahr wurde Kapitän Odd Aspelund als erster Kommandant auserkoren, er war nach 36 Dienstjahren der Kommandant der letzten Transatlantikfahrt des Dampfschiffes Stavangerfjord im Dezember 1963 nach Oslo.
Der Schiffsvorbau wurde für den Transatlantikdienst verstärkt ausgeführt; die Dicke der Stahlplatten war an entscheidenden Stellen stärker als notwendig. Dieses zusätzliche Gewicht machte einen permanenten Ballasttank überflüssig und setzte den Schwerpunkt tiefer. Zusätzliche 520 Tonnen Aluminium brauchte man zur Stabilität des Rumpfes und um die Vorschriften der International Convention for the Safety of Life at Sea von 1960 zu erfüllen.

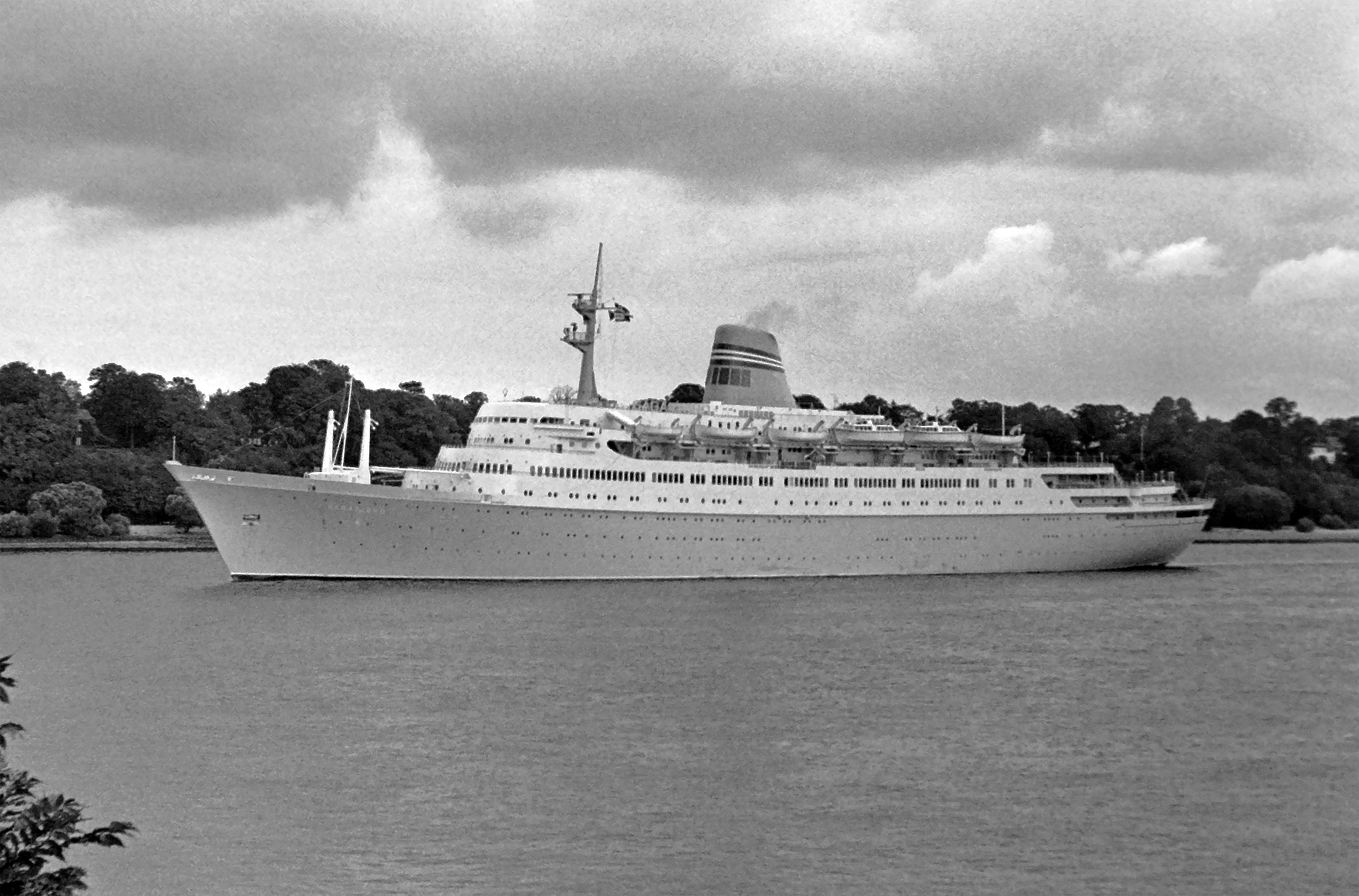
Sagafjord 1969 auf der Elbe

Der Rumpf wurde in elf wasserdichte Kammern geteilt. Die Ausführung als Zwei-Kammer-Schiff bedeutet, dass das Schiff auch noch schwimmfähig ist, wenn zwei beliebige Kammern geflutet werden.
Seit 1938 die erste Oslofjord gebaut wurde, hielten Dieselmotoren Einzug in den Schiffsbau der NAL; diese waren ökonomischer als Dampfturbinen und erhöhten die Manövrierfähigkeit. Aus Sicht der NAL gab es zu dieser Zeit keine geeigneten Turbinenhersteller in Norwegen, weshalb die Entscheidung auf zwei Sulzer-Hauptmotoren des Typs 9RD68 die unter Lizenz bei FCM gebaut wurden. Jeder der neun Zylinder hatte eine Bohrung von 680 mm und einen Hub von 1250 mm. Die Zweitakter-Turbomotoren waren direkt mittels 61 m langen Wellen mit den beiden Schiffsschrauben verbunden, zusammen konnten sie mit 150 Umdrehungen pro Minute und je 12.000 PS das Schiff auf eine Dienstgeschwindigkeit von 20 Knoten bringen. Jede der beiden vierflügeligen Schrauben hatte einen Durchmesser von 4,8 m und wog zwölf Tonnen. Ein Paar Denny-Brown AEG Stabilisatoren wurde installiert, jeder etwa vier Meter lang und zwei Meter breit. Die sechs Hilfsdieselmotoren waren vom Typ Bergen Diesel LSG8.

## Indienststellung
Am 2. Oktober 1965 startete die Sagafjord zu ihrer Jungfernfahrt im Liniendienst nach New York.
Die Sagafjord war mit 24.528 BRZ vermessen, 188,88 m lang und 24,49 m breit. Auf sieben Decks fanden bis zu 789 Passagiere Platz, diese wurden von circa 350 Besatzungsmitgliedern versorgt. Mit einer Antriebsleistung von 17.650 kW erreichte das Schiff eine Höchstgeschwindigkeit von 20 Knoten.

## Kreuzfahrtdienst alsSagafjord

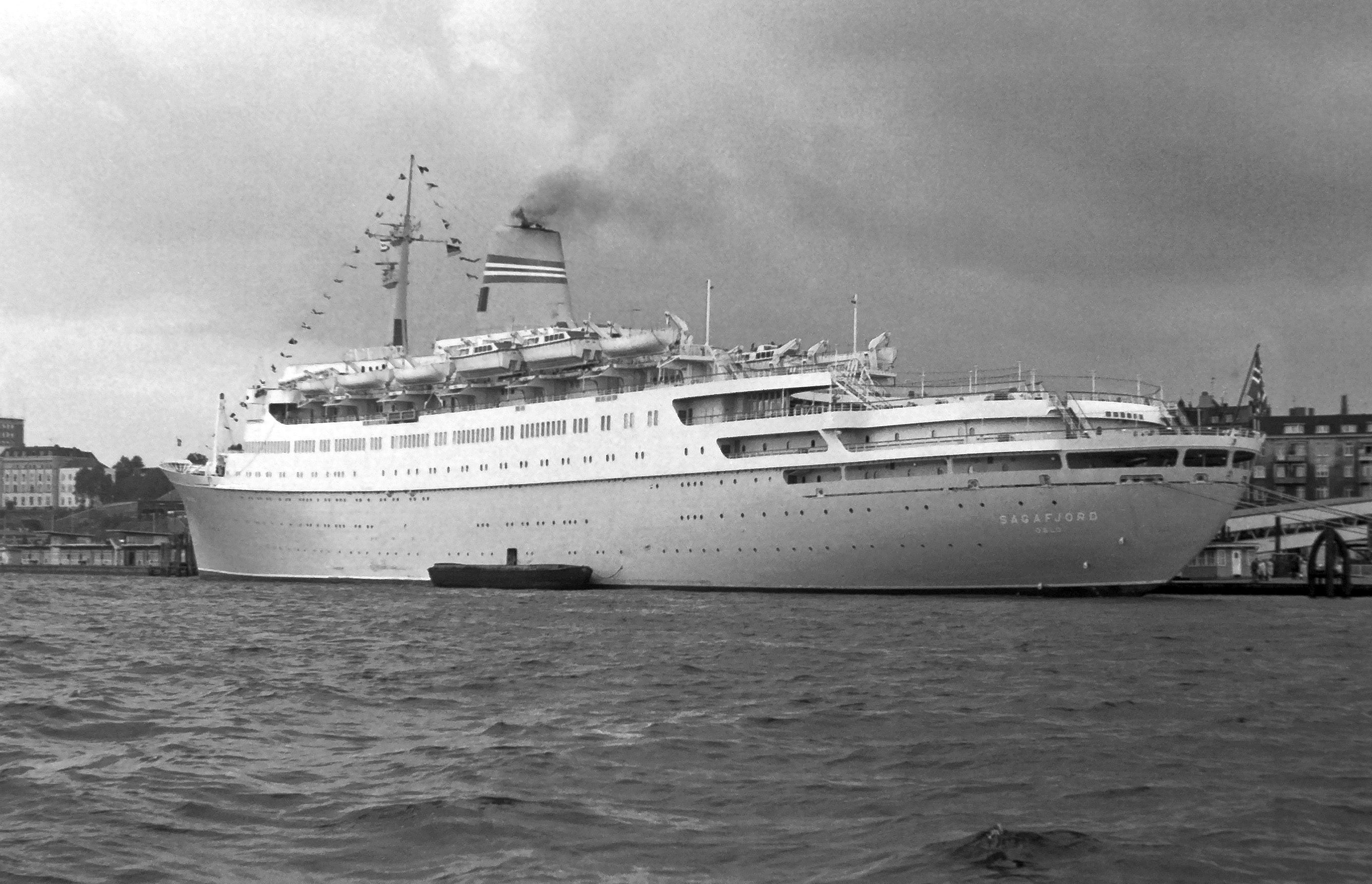
Sagafjord 1969 an der Hamburger Überseebrücke

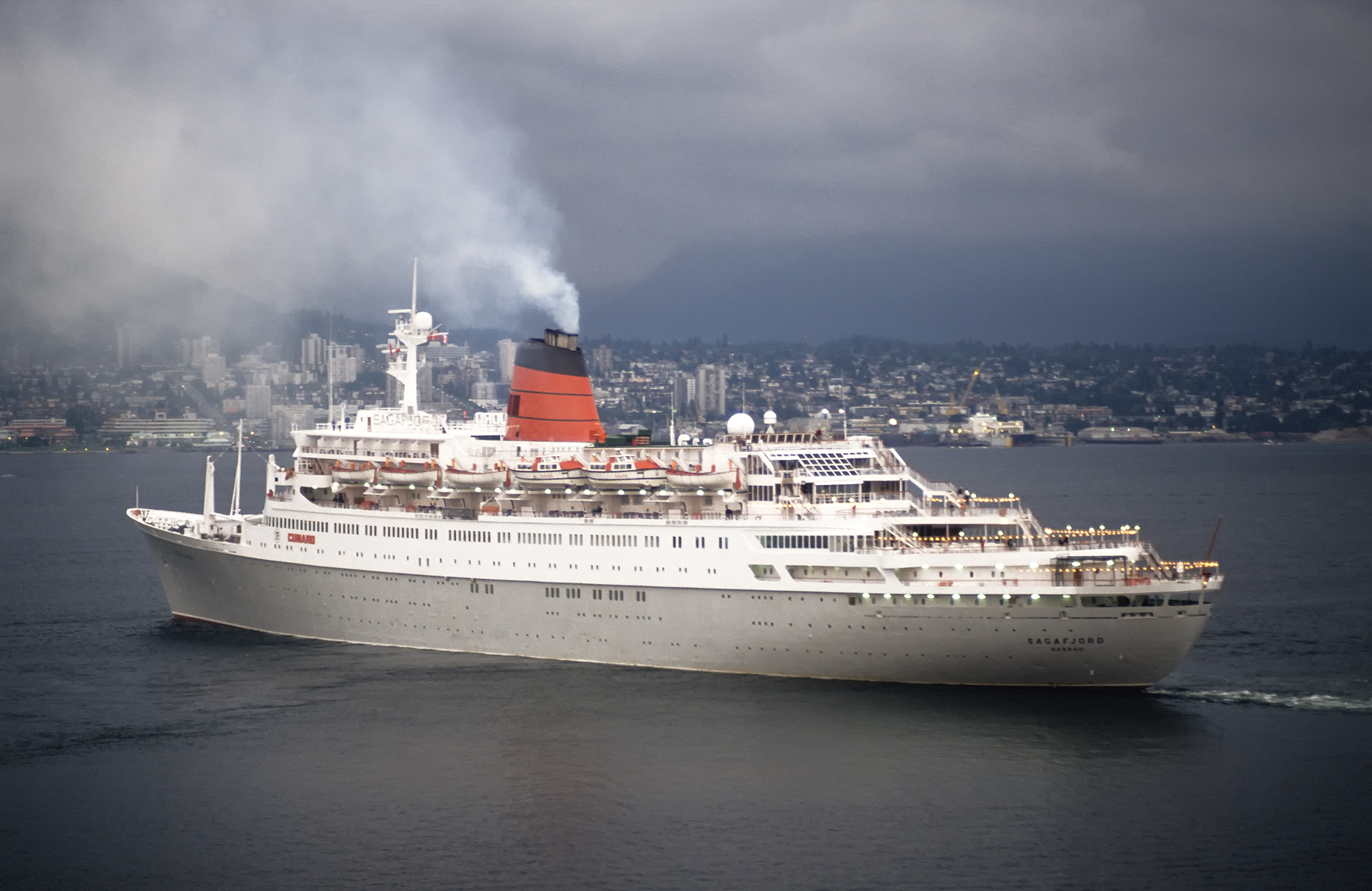
Die Sagafjord im Hafen von Vancouver im August 1992

Das Passagierschiff zählte in den 1970er bis Anfang der 1990er Jahre, zusammen mit ihrem Schwesterschiff Vistafjord, zu den zehn besten Kreuzfahrtschiffen der Welt und wurde vom Berlitz Cruise Guide mit 5 Sterne Plus ausgezeichnet. Während der Dienstzeit für die Norwegische Amerika Linie (NAL, 1965–1980), Norwegian American Cruises (NAC, eine Tochtergesellschaft der NAL, 1980–1983) und Cunard Line (1983–1996), war die Sagafjord weltweit im Einsatz und in den ersten vier Monaten jeden Jahres auf Weltreise. Während ihres Dienstes bei der Cunard Line war die Sagafjord in den Sommermonaten (Juni bis September) hauptsächlich in Alaska auf der Route Vancouver – Anchorage – Vancouver eingesetzt.
Von Oktober bis Dezember 1980 wurde bei Blohm & Voss in Hamburg ein neues Bauteil mit weiteren Kabinen auf das Brückendeck aufgesetzt. Im Oktober 1983 wurde die norwegische Reederei NAC von der Cunard Line übernommen, und die Sagafjord fuhr nun zusammen mit ihrem später gebauten Schwesterschiff Vistafjord mit den traditionellen roten Schornsteinfarben der Cunard Line unter der Flagge der Bahamas. Das Schiff war eines der ersten Passagierschiffe dieser Größe, dem 1993 eine Anlegeerlaubnis für die Galapagos-Inseln erteilt wurde.
1996 folgten mehrere Zwischenfälle:
- Am 26. Februar brach 230 sm westlich von Manila (Philippinen) ein Feuer im Maschinenraum aus, die Sagafjord wurde manövrierunfähig nach Subic Bay geschleppt.
- Am 15. April beteiligte sich das Schiff an der Rettung von Besatzungsmitgliedern des sinkenden türkischen Frachters Harran und nahm 26 davon an Bord.

Von 16. Juli 1996 bis Mai 1997 wurde das Schiff vom deutschen Veranstalter Transocean Tours gechartert und in Gripsholm umgetauft.
- Auf der Fahrt von Kopenhagen nach Kiel lief das Schiff am 4. August vor Landskrona (Schweden) auf eine Sandbank auf. Die 601 Passagiere wurden am nächsten Tag nach Landskrona ausgebootet und der Treibstoff abgepumpt. Am 7. August wurde die Gripsholm nach Helsingborg zur Untersuchung geschleppt und anschließend in der Lloyd Werft in Bremerhaven repariert. Am 18. August konnte der planmäßige Betrieb wieder aufgenommen werden.

## Saga Rose

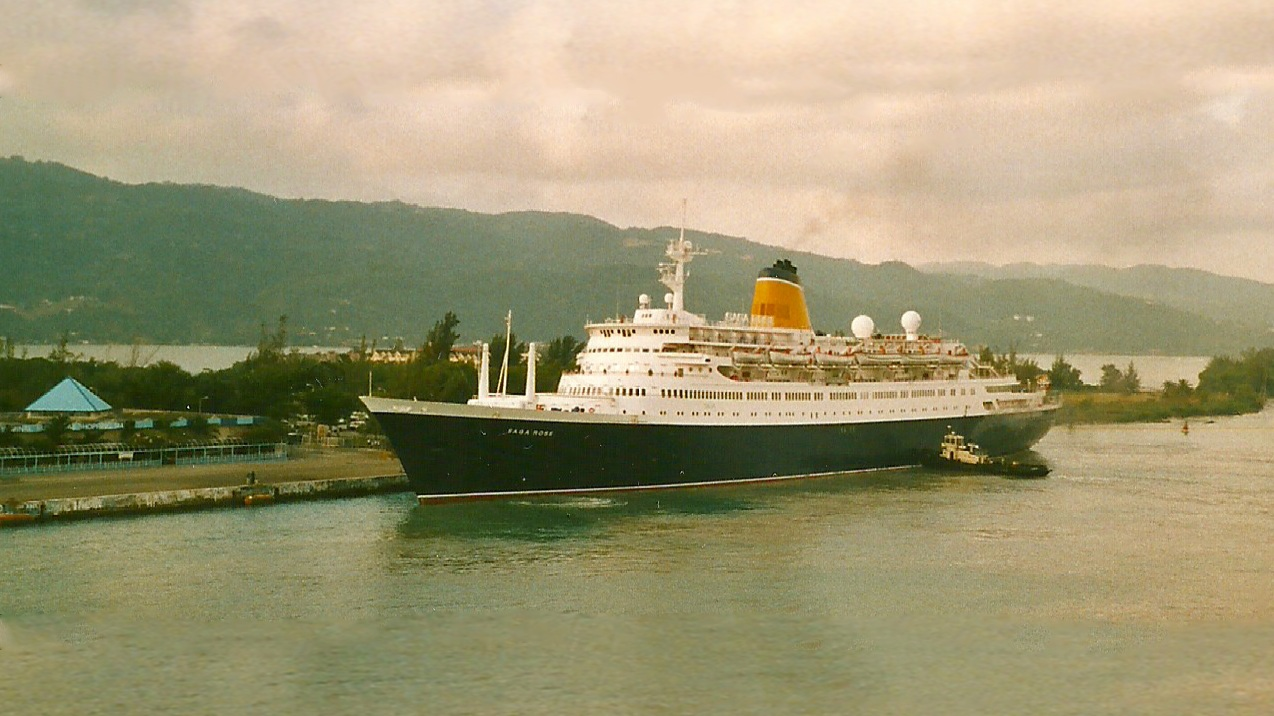
Die Saga Rose im Hafen von Montego Bay auf Jamaika 2003

Noch im selben Jahr wurde es an Saga Shipping Co. Ltd. in Nassau, Bahamas, verkauft, die es unter dem neuen Namen Saga Rose betrieb und ab 20. Mai 1997 wieder Kreuzfahrten durchführte. Am 29. Juli 1999 kollidierte die Saga Rose mit dem norwegischen Trawler Havbas, dieser sank danach. Die zehn Besatzungsmitglieder wurden gerettet und nach Olden (Norwegen) gebracht.
Im Jahr 2006 wurde das Schiff zuletzt modernisiert. Im November 2009 wurde die Saga Rose außer Dienst gestellt, weil die Anforderungen von SOLAS 2010 nicht erfüllt wurden. Pläne, das Schiff als Hotelschiff in Southampton zu nutzen, scheiterten. Das Schiff wurde schließlich zur Verschrottung verkauft.
In den 13 Jahren bei der Saga Shipping beförderte die Saga Rose über 100.000 Passagiere und führte u. a. elf Weltreisen durch. Insgesamt unternahm das Schiff 44 Weltreisen, die meisten davon (33) unter ihrem ursprünglichen Namen Sagafjord – so viele Weltumrundungen wie kein anderes Schiff bisher.
Am 7. Dezember 2009 verließ das Schiff Southampton. Die Fahrt endete in Jiangyin am Jangtsekiang, wo sich eine der größten chinesischen Abwrackwerften befindet. Dort begann Ende 2011 die Verschrottung.